# Altergeist
Altergeist (también conocido bajo su título provisional Sighting) es una película de terror de ciencia ficción de 2014 que fue escrita y dirigida por Tedi Sarafian. La película tuvo su estreno mundial el 25 de agosto de 2014 en el London FrightFest Film Festival y recibió un estreno teatral limitado en los Estados Unidos el 7 de noviembre de 2014. La película sigue a un grupo de investigadores paranormales que encuentran que tratando de descubrir pruebas de lo sobrenatural podría ser la muerte de ellos.

## Sinopsis
A un grupo de seis ansiosos investigadores paranormales se les permitió explorar King's Ransom Winery, un lugar con una historia de extraños suicidios y reputación de estar embrujado.

## Reparto
- Kristina Anapau como Theresa
- Mark Hapka como Dax
- David Weidoff como Ashen Till
- Linsey Godfrey como Sarah
- Brendan Fletcher como Jason
- Alexis Cruz como Mike
- Sarah Oh como Maya
- Olivia Stuck como Beatrice Blaine
- Richard Sarafian Jr. como Jim Till
- Jessica Spotts como Rachel Till
- Ed Corbin como Henry Blaine

## Desarrollo
Los planes para filmar Altergeist (entonces llamado Sighting ) se anunciaron por primera vez en 2011, y la película pasó a la posproducción en noviembre de 2012. Michelle Rodríguez inicialmente estaba lista para protagonizar la película, pero luego se retiró de la filmación. Sarafian se inspiró para Altergeist en Korbel Champagne Cellars en Guerneville, California, donde Sarafian y el productor Aaron Heck escucharon historias sobre sucesos extraños y un suicidio en la casa Korbel de la bodega, que también sirvió como escenario para Altergeist.

## Recepción
Grolsch Film Works elogió a Altergeist, escribiendo que "explota al máximo su inusual entorno de viñedo, se burla de sus propios tropos trillados... y encuentra formas novedosas de aplicar ingeniería inversa a una aparente historia de fantasmas en algo con un marco de género bastante diferente". Fangoria le dio a la película tres de cuatro calaveras, escribiendo que "A pesar de su escenario oscuro y secuencias de asesinatos a menudo bastante horribles, ALTERGEIST es algo alegre, con bromas inteligentes y humor entre el grupo de cazadores, y el actor Brendan Fletcher (Freddy vs. Jason) siendo excepcionalmente divertido en todo momento".